# Lluïsa Moret
Lluïsa Moret Sabidó (Barbastro, 1965) es una psicóloga y política española, afiliada al Partido de los Socialistas de Cataluña (PSC). Desde 2014 es alcaldesa de San Baudilio de Llobregat y desde marzo de 2024 es la número 2 de Salvador Illa en la ejecutiva del PSC como viceprimera secretaria.

## Biografía
Nacida en Barbastro en 1965, Lluïsa Moret pronto se trasladó a vivir a San Baudilio de Llobregat, en el Bajo Llobregat. Estudió BUP y COU en el Instituto Joaquim Rubió i Ors. Después se licenció en Psicología en la Universidad de Barcelona, en 1989. Allí tuvo como profesora a una de las pensadoras feministas claves del país, Victoria Sau. A través de ella y su círculo, dice "empezó a poner nombre a las inquietudes y necesidades de reivindicación que sentía de forma intuitiva". Posteriormente realizó un máster en Técnicas de Investigación Social (UB 1992-1994) y un máster en Estudios de las Mujeres y Políticas de Género (DUODA/UB 1996-1998). Antes de entrar en política, Moret se dedicó tanto al sector público como al privado, especializándose en diseño e implementación de programas estratégicos y servicios de carácter social y comunitario. Con su formación de psicóloga clínica trabajó de voluntaria en el primer servicio de atención a la mujer en San Baudilio que se orientaba en el apoyo a las víctimas de violencia de género como a quienes acudían porque querían divorciarse. Lo compaginó con su empleo en el servicio local de drogodependencias. En esa época entró en contacto con la política local. Entró en política, ha explicado, a través del feminismo. Más tarde también dirigió órganos públicos en el ámbito de programas transversales de ciclo de vida y género.
Entre 2007 y 2014 fue Teniente de alcalde de Bienestar y Ciudadanía.
El 10 de mayo de 2014, después de la renuncia de Jaume Bosch, Lluïsa Moret fue escogida como nueva alcaldesa de Sant Boi de Llobregat. Los/las catorce regidores/as, del PSC y de Iniciativa por Cataluña Verdes (ICV), que habían llegado a un acuerdo de gobierno al inicio del mandato en 2011, votaron a favor su nombramiento. En cambio, el Partido Popular de Cataluña y Plataforma por Cataluña votaron a sus candidatos (Marina Lozano, 5 votos, y David Parada, 3, respectivamente).  Posteriormente, Lluïsa Moret fue confirmada como candidata a la alcaldía por parte del PSC en las elecciones municipales del 2015.
El 24 de mayo de 2015 el PSC ganó las elecciones municipales en Sant Boi de Llobregat y consiguieron 10 regidores. Así, el 13 de junio de aquel mismo año, Moret fue reelegida como alcaldesa gracias a los votos a favor de los 10 regidores del PSC y 4 de ICV. Los dos partidos, posteriormente, establecieron un acuerdo de gobierno.
En las elecciones municipales del 26 de mayo del 2019, el PSC, otra vez con Lluïsa Moret como alcaldable, ganó por mayoría absoluta (13 escaños). Posteriormente, reeditaron el acuerdo de gobierno con el partido SBeC-ECG (anteriormente ICV).
Actualmente, Moret continúa ejerciendo como alcaldessa de Sant Boi de Llobregat.
En enero de 2021 se anunció su incorporación a la ejecutiva del PSC como responsable de organización y acción electoral en el equipo liderado por Salvador Illa.

## Obras
- Els Programes europeus com a suport a les polítiques municipals d'igualtat d'oportunitats, con Enric Rios i Rios, en Materials del Baix Llobregat. Sant Feliu de Llobregat, núm. 4 (1998), p. 48-50 : il.